# Cleora sesquibrunnea
Cleora sesquibrunnea là một loài bướm đêm trong họ Geometridae.